# Andrei Duarte
Andrei Duarte (* 26. Juni 1999 in Bucaramanga) ist ein kolumbianischer Tennisspieler.

## Persönliches
Duarte wurde in Kolumbien geboren, zog aber wegen des Berufs seines Vaters oft um. Als er zwölf Jahre alt war, zog die Familie in die Vereinigten Staaten. Er besuchte die Walton High School in Marietta und die Georgia Connections Academy. Einmal wurde er von der USTA zum besten Tennisspieler Georgias gewählt.

## Karriere
Duarte begann 2017 ein Studium an der Georgia State University, wo er auch College Tennis spielte. 2022 schloss er sein Studium ab.
In der zweiten Hälfte von 2022 begann er Profiturniere zu spielen, fast ausschließlich auf der ITF Future Tour und im Doppel. Bei seinem einzigen Turnier im Doppel konnte er die zweite Runde erreichen, während er im Doppel einmal im Halbfinale stand. Dadurch sammelte er jeweils erste Punkte für die Tennisweltrangliste, wo er aber außerhalb der Top 1000 gelistet ist. In Atlanta bekam er eine Wildcard für den Doppelwettbewerb und damit zu seinem Debüt auf der ATP Tour. Zusammen mit Álvaro Regalado Pedrol unterlag er der Paarung Jason Kubler und John Peers, die später das Finale erreichen sollten.